# District de Nyū
Le district de Nyū (丹生郡, Nyū-gun) est un district de la préfecture de Fukui au Japon.

## Géographie

### Démographie
Selon une estimation du 1er décembre 2011, la population du district de Nyū était de 22 822 habitants répartis sur une superficie de 152,96 km2 (densité de population de 149 hab./km2).

### Municipalité du district
- Echizen